# Micrixalus narainensis
Micrixalus narainensis är en groddjursart som först beskrevs av Rao 1937.  Micrixalus narainensis ingår i släktet Micrixalus och familjen Micrixalidae. IUCN kategoriserar arten globalt som otillräckligt studerad. Inga underarter finns listade i Catalogue of Life.